# Russin
Russin es una comuna suiza del cantón de Ginebra. Está situada en la ribera izquierda del Ródano. Limita al norte con la comuna de Satigny, al este con Aire-la-Ville, al sur con Cartigny y Avully, y al oeste con la comuna de Dardagny.

## Transportes
Ferrocarril
Cuenta con una estación ferroviaria donde efectúan parada trenes regionales.